# مارنه مایتلند
مارنه مایتلند (به انگلیسی: Marne Maitland) (زاده ۱ مهٔ ۱۹۲۰- درگذشته ۱ دسامبر ۱۹۹۱) بازیگر هندی بود.
از فیلم‌های معروف او می‌توان به بازی در مردی با طپانچه طلایی و به پیش یا بمیر اشاره کرد.

## فیلم‌شناسی
- مردی با طپانچه طلایی
- به پیش یا بمیر
- آشانتی
- سفر اولین مردان در کره ماه
- مردی از لا مانتا
- من خوبم جک
- رم
- فصلی از زندگی بزرگان
- مینو
- شفت در آفریقا
- سرخ و سیاه